# Islamitisch College Amsterdam
Het Islamitisch College Amsterdam was een islamitische school voor voortgezet onderwijs in Amsterdam, gevestigd aan de Jacob Geelstraat in de Jacob Geelbuurt in Amsterdam Nieuw-West. De school werd opgericht in 2001. Het was een van de twee islamitische scholen voor vmbo, havo en atheneum in Nederland, de enige in Amsterdam. Op last van het Ministerie van Onderwijs moest de school in 2011 sluiten.

## Geschiedenis
Vanaf de oprichting van de school groeide het aantal leerlingen sterk, in 2005 telde het Islamitisch College zo'n 750 leerlingen. De school stond open voor iedereen. Volgens de eigen informatie van de school waren de normen en waarden die mede vanuit de Koran en de soennah aangereikt worden, de uitgangspunten van de school.
Er waren afdelingen voor vmbo, havo en vwo, geen gymnasium en lwoo. Ongeveer twee derde van de leerlingen (gegevens 2005) zat op het vmbo, 20% op de havo en 10% op het vwo. Het was net als de meeste islamitische scholen een zogenaamde zwarte school.
In 2010 besloot de minister van Onderwijs, Marja van Bijsterveldt, de school niet langer te bekostigen. De school ging in juli 2011 definitief dicht. In 2012 ging de school failliet en hield de rechtspersoon op te bestaan. Een ander initiatief voor een islamitische school voor voortgezet onderwijs is momenteel in behandeling bij het gemeentebestuur van Amsterdam.
Het gebouw waar het Islamitisch College gevestigd was, huisvest thans het Comenius Lyceum. Die school betrok in 2017 het pand, dat een tweejarige verbouwing had ondergaan.

## Kritiek
Kritiek op islamitische scholen in het algemeen is dat er vooral veel leerlingen op zitten die al buiten de Nederlandse maatschappij staan, zowel cultureel als wat taal betreft. De integratie zou er niet mee gediend zijn dat die kinderen ook nog eens bij elkaar op één school zitten in plaats van bij kinderen uit andere bevolkingsgroepen.

## De rapportage van de Onderwijsinspectie
Volgens een oordeel uit 2004 van de onderwijsinspectie besteedde de school voldoende tijd aan het onderwijs en gaf de school ook het juiste onderwijs. Er waren veel jonge docenten met een met de leerlingen vergelijkbare islamitische allochtone achtergrond. De school stond onder extra zwaar toezicht omdat er problemen waren. Er was veel verloop onder de docenten. Ook kende of volgde men niet altijd de afgesproken plannen. Het geheel moest zich nog duidelijk vormen. De toetsing was nog onvoldoende net als de wettelijk vereiste zaken als een "schoolplan". De begeleiding van probleemleerlingen liet nog te wensen over volgens datzelfde rapport.
In december 2006 blijkt uit een onderzoek van dagblad Trouw dat het ICA het slechtst scoort van alle middelbare scholen in Nederland, met het cijfer 3,3. Het onderwijs is volgens het onderzoek niet goed en de school werkt integratie tegen. Minister Van der Hoeven van Onderwijs kondigt een onderzoek aan en zegt mogelijk te gaan ingrijpen. Wethouder Ahmed Aboutaleb van onderwijs laat zich kritisch uit over de school en eist opheldering van het bestuur. De directie van de school stelt dat het onderzoek van Trouw gebaseerd is op oude gegevens. De gemeente Amsterdam (de wethouder Aboutaleb) besluit een bepaalde subsidie die zij geven op te schorten. De grootste subsidie voor de school komt van het ministerie van onderwijs. De demissionaire minister van onderwijs, van der Hoeven van het CDA, wil onderzoeken of het sluiten van de school mogelijk is. Dat zou in Amsterdam wel tot de situatie leiden dat ongeveer 800 leerlingen opeens bij andere scholen ondergebracht moeten worden.